# Wybory do Parlamentu Europejskiego w Grecji w 1994 roku
Wybory do Parlamentu Europejskiego IV kadencji w Grecji w 1994 roku zostały przeprowadzone 12 czerwca 1994. Grecy wybrali 25 europarlamentarzystów. Wybory wygrał Panhelleński Ruch Socjalistyczny, zdobywając 37,6% głosów i 10 z 25 mandatów. Drugie miejsce z wynikiem 32,7% i 9 mandatami zdobyła Nowa Demokracja.

## Wyniki wyborów
| Lista wyborcza                   | Głosy     | %    | Mandaty |
| -------------------------------- | --------- | ---- | ------- |
| Panhelleński Ruch Socjalistyczny | 2 458 619 | 37,6 | 10      |
| Nowa Demokracja                  | 2 133 372 | 32,7 | 9       |
| Wiosna Polityczna                | 564 778   | 8,6  | 2       |
| Komunistyczna Partia Grecji      | 410 741   | 6,3  | 2       |
| Sinaspismos                      | 408 066   | 6,2  | 2       |
| Pozostali                        | 557 015   | 8,5  | –       |
| Razem                            | 6 532 691 | 100  | 25      |